# PMC: 더 벙커
《PMC: 더 벙커》는 2018년에 개봉한 대한민국의 영화이다. 《더 테러 라이브》의 김병우 감독 연출작이며, 하정우, 이선균, 제니퍼 일리, 케빈 듀랜드가 출연하였다.

## 줄거리
CIA 요원 맥은 제3차 세계대전 발발을 우려하여 에이헵이라는 용병 대장을 고용해 한국 비무장지대 지하 30m에 있는 비밀 벙커에 침투, 목표물을 제거하는 임무를 맡긴다. 목표물은 북한 최고 지도자 ‘킹’이었고, 에이헵은 팀원들과 함께 킹을 포함한 벙커 내 모든 인물을 인질로 잡는다. 그러나 인질들을 처치하고 벙커를 떠나려던 찰나, 팀원이 공격을 당하고, 에이헵은 부상당한 팀원을 버리고 이동하라는 명령을 받는다. 이후 에이헵은 팀원에게 배신당해 인질로 잡히지만, 가까스로 탈출해 킹을 찾아 나선다. 그 과정에서 에이헵은 자신의 의족이 망가져 움직임에 제약을 받게 되고, 킹과 동행한 의사 윤지이의 도움을 필요로 한다.
킹의 생명을 유지하기 위해 에이헵은 부상당한 팀원의 혈액을 킹에게 수혈하며 사투를 벌이지만, 그 사이 벙커는 폭격을 맞는다. 에이헵과 윤지이는 간신히 연락을 주고받으며 탈출을 모색하고, 윤지이는 에이헵의 다리에서 총알을 제거해 준다. 에이헵은 맥에게 도움을 요청하지만, 맥은 이미 지위를 박탈당한 상태였고, 벙커에 두 번째 폭격이 예정되어 있다는 것을 알게 된다. 에이헵은 팀원들이 희생되는 와중에 윤지이와 함께 혈액을 찾으려 하지만 적에게 발각된다. 
결국 에이헵과 윤지이만이 살아남아 적들의 추격을 받게 되고, 윤지이는 킹에게 자신의 혈액을 수혈하여 가까스로 킹의 생명을 유지시킨다. 다행히 맥이 보낸 지원군이 도착하여 위기를 넘기지만, 이 모든 상황이 대통령의 정치적 쇼였다는 것이 밝혀진다. 에이헵은 영웅으로 칭송받지만, 얼마 지나지 않아 구조된 비행기가 공격을 받는다. 윤지이는 비행기에서 떨어지고, 에이헵은 낙하산을 이용해 킹과 윤지이를 구출하며 다시 한번 목숨을 건다. 에이헵과 윤지이는 살아남아 함께 걸어가며 영화는 끝을 맺는다.

## 캐스팅
- 하정우 : 에이헵 역
- 이선균 : 윤지의 역
- 제니퍼 일리 : 맥켄지 역
- 케빈 듀랜드 : 마쿠스 역
- 마릭 요바 : 제럴드 역
- 스펜서 다니엘스 : 로건 역
- 줄리안 호아킨 : 호세 역
- 호르헤 루이스 팰로 : 페드로 역
- 제프 보슬리 : 드미트리 역
- 잭 라이온스 : 넬슨 역
- 바르제카 비카 : JP 역
- 폴 마이스너 : 마르셀 역
- 코발쉬 리비우 : 카를로스 역
- 야쿠브 쿠람 : 사미르 역
- 카덴 부 : 바오 역
- 로버트 커티스 브라운 : 맥그레거 역
- 선욱현 : 킹 역
- 강신철 : 최이현 역
- 이상원 : 보좌관 1 역
- 민무제 : 보좌관 2 역
- 김길영 : 주치의 역
- 양지수 : 유동희 / 에이헵 스탠드인 역
- 마이클 폴 : 퍼스트서비스 팀장 역
- 최상재 : 보건실 퍼스트서비스 대원 역
- 배건하 : 퍼스트서비스 대원 1 역
- 조승범 : 퍼스트서비스 대원 2 역
- 안성봉 : 퍼스트서비스 대원 3 역
- 김선혁 : 퍼스트서비스 대원 4 역
- 김계형 : 퍼스트서비스 대원 5 역
- 현익창 : 퍼스트서비스 대원 6 역
- 김연우 : 퍼스트서비스 대원 7 역
- 염지혜 : 한국 뉴스앵커 역
- 지홍염 : 중국 뉴스앵커 역
- 미토 쿠로베 : 일본 뉴스앵커 역
- 백경윤 : 북한 뉴스앵커 역
- 이소윤 : 북한 뉴스앵커 역
- 손성찬 : 한국 대통령 사진 역
- 오재빈 : 리영택 사진 역
- 로드리게즈 미스티 메이 : 로건 아내 사진 역
- 에일린 우 : 로건 딸 사진 역
- 김도하 : 윤지의 스탠드인 역
- 최상재 : 마쿠스 스탠드인 역
- 홍성우 : 제럴드 스탠드인 역
- 정우탁 : 로건 스탠드인 역
- 신현빈 : 이지수 역 (특별출연)

## 같이 보기
- 2018년 대한민국의 영화 목록